# ヴァルター・ショットキー

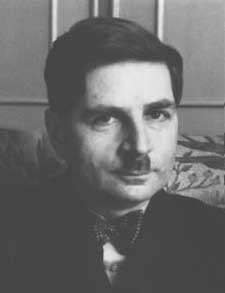
ヴァルター・ショットキー

ヴァルター・ショットキー（Walter Schottky または Schottki、1886年7月23日 - 1976年3月4日）はドイツの物理学者。ショットキー効果、ショットキー接合、ショットキー欠陥などに名前を残している。
チューリッヒに生まれる。ベルリン大学を卒業した後、大学で研究を継続する一方、民間会社であるジーメンス－ハルスケの研究所においても、実用的な研究を行った。1915年には、4極管をジーメンスの研究所で発明した。
1920年から1922年までヴュルツブルク大学で、1923年から1927年までロストック大学で教鞭を執った。